# Bárzana
Bárzana ist eines von 13 Parroquias und zugleich dessen Hauptort und Sitz der Gemeindeverwaltung der Gemeinde Quirós in Asturien, Nordspanien.

## Dörfer und Weiler
- L'Arroxín – unbewohnt 2011
- Bárzana – 281 Einwohner 2011
- La Casa Vide – 2 Einwohner 2011
- Cuañana – 59 Einwohner 2011
- El Pando – unbewohnt 2011
- Pontonga – 2 Einwohner 2011
- Rano – 7 Einwohner 2011
- El Regustiu – 5 Einwohner 2011
- Santa Marina – 17 Einwohner 2011
- Vaḷḷín – 5 Einwohner 2011

## Sehenswertes
- Pfarrkirche „Iglesia de San Julián“
- Museo Etnográfico de Quirós